# مبدأ الإقليمية
مبدأ الإقليمية (والذي يطلق عليه أيضًا اسم مبدأ الأقاليم) هو مبدأ في القانون الدولي العام يمكن أن تقاضي من خلاله الدول ذات السيادة الجرائم الجنائية التي يتم ارتكابها على أراضيها. كما يحظر هذا المبدأ كذلك على الدول ممارسة الاختصاص القضائي بما يتجاوز حدودها، إلا إذا كانت تمتلك اختصاصًا قضائيًا بموجب مبادئ أخرى مثل مبدأ القومية ومبدأ القومية السلبية والمبدأ الوقائي وربما نطاق الاختصاص العالمي.
لقد كان الحكم في قضية لوتس حكمًا جوهريًا في المحاكم حول مبدأ الإقليمية. ففي عام 1926، اصطدمت سفينة فرنسية بسفينة تركية، مما أدى إلى وفاة العديد من المواطنين الأتراك. وقد أصدرت المحكمة الدائمة للعدل الدولي قرارها بأن تركيا تمتلك الاختصاص لمقاضاة الملازم الفرنسي البحري بسبب الإهمال الجنائي، رغم أن الحادث وقع خارج حدود الأراضي التركية. وقد وسعت هذه القضية من نطاق مبدأ الإقليمية لتغطية القضايا التي تحدث خارج إطار حدود الدولة، ولكن يكون لها تأثير كبير على مصالح الدولة أو على مواطنيها.
وقد أثيرت التساؤلات حول كيفية تطبيق مبدأ الإقليمية، مع انتشار العولمة والإنترنت. كما أثيرت التساؤلات كذلك حول إمكانية تطبيق هذا المبدأ، من خلال القضية التي رفعت ضد أوجوستو بينوشيه وغيرها من قضايا العدالة الدولية.